# Old Minster (Winchester)

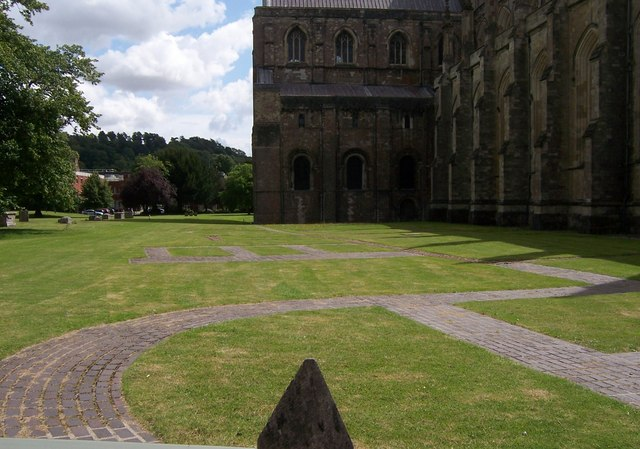
Azulejos modernos delineiam o local da catedral ao lado da Catedral de Winchester.

Old Minster foi a catedral anglo-saxônica da diocese de Wessex e depois de Winchester de 660 a 1093. Ficava em um local imediatamente ao norte e parcialmente abaixo de sua sucessora, a Catedral de Winchester.
A catedral foi construída em 648 para o rei Cenualho de Wessex como a igreja de São Pedro e São Paulo. Ela se tornou uma catedral quando o bispado da Saxônia Ocidental foi transferido de Dorchester-on-Thames na década de 660. Foi ampliado e redecorado ao longo dos anos e Santo Swithun foi enterrado fora dele em 862. Por volta do século X, o Minster era a igreja do priorado do Priorado de St. Swithun, uma comunidade de monges que viviam sob o governo de São Bento.
Em 901, a Nova Catedral foi construída ao lado dele, tão perto que se diz que o canto dos monges dentro de cada um se tornou irremediavelmente misturado com o outro. Santo Æthelwold de Winchester e seu sucessor, Saint Alphege, reconstruíram quase completamente a catedral em grande escala durante suas reformas monásticas da década de 970. A nova igreja, que foi consagrada em 980 e novamente em 993, tinha uma torre central, corredores norte e sul, uma cripta na abside oriental e um adro no oeste. O corpo de Santo Swithun foi levado para um santuário interno no que se tornou a maior igreja da Europa. No entanto, após a conquista normanda da Inglaterra, o bispo Walkelin construiu uma nova catedral ao lado e o Old Minster foi demolido em 1093. Muitos dos reis de Wessex e da Inglaterra (incluindo Egberto, rei de Wessex de 802 até sua morte em 839), bem como bispos, foram enterrados na Antiga Catedral, então seus corpos foram exumados e re-enterrados em o novo edifício.
O Old Minster foi escavado na década de 1960. O contorno do edifício agora é feito de tijolos no cemitério adjacente à Catedral de Winchester. A primeira sepultura de São Swithun está claramente marcada. Os achados do site podem ser vistos no Museu da Cidade de Winchester. Os ossos dos monarcas removidos para a catedral estão agora alojados em baús mortuários ao redor do coro.

## Eventos notáveis
- Assinatura do Regularis Concordia pelo rei Edgar, o pacífico (973)
- Coroação de Eduardo, o Confessor (1043)
- Casamento de Eduardo, o Confessor e Edith (1045)
- Coroação de Matilda de Flandres como rainha consorte (1068)

## Enterros
- Æthelstan Ætheling
- Ælfgifu, esposa de Eadwig
- Canuto, o Grande, Rei da Inglaterra, Dinamarca e Noruega[6]
- Canuto III, Rei da Inglaterra e Dinamarca
- Emma da Normandia, esposa de Æthelred, o Unready e Cnut, o Grande, rainha consorte da Inglaterra, Dinamarca e Noruega